# Isidor Isaac Rabi

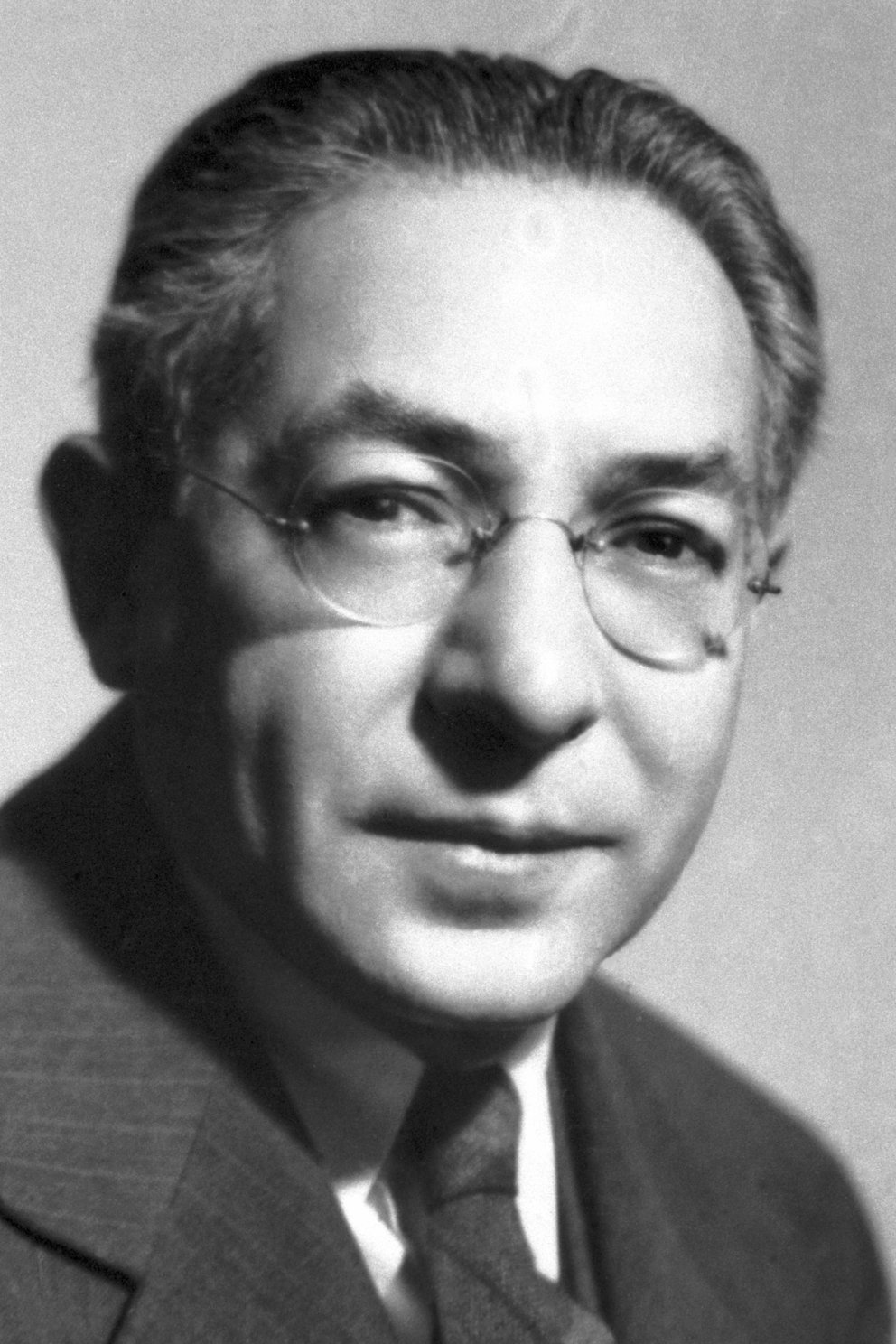
Isidor Isaac Rabi (1944)

Isidor Isaac Rabi (geboren am 29. Juli 1898 in Rymanów, Galizien, Österreich-Ungarn; gestorben am 11. Januar 1988 in New York City) war ein US-amerikanischer Physiker und Nobelpreisträger.

## Leben
Der als Vierjähriger in die USA gekommene und aus einer jüdisch-orthodoxen Familie stammende Rabi studierte Chemie an der Cornell University, promovierte an der Columbia University mit Themen zu magnetischen Eigenschaften von Kristallen im Jahr 1927. Nach einem zweijährigen Aufenthalt in Europa kehrte er als Lehrkraft an die Columbia University zurück, ab 1937 war er dort Professor an der Fakultät für Physik. 1930 begann er mit Untersuchungen über das Bindungsverhalten von Protonen im Atomkern, woraus er die Molekularstrahlmagnetresonanzdetektionsmethode (Vorläufer der NMR-Spektroskopie) ableitete, die ihn zu seiner späteren Nobelpreisarbeit führte.

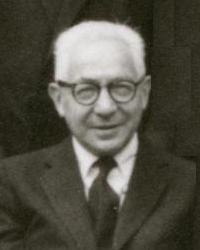
Isidor Isaac Rabi
(Juli 1963 in Kopenhagen)

1940 wechselte er zum Massachusetts Institute of Technology und beteiligte sich dort an der Entwicklung von Radar und der Atombombe in den Los Alamos Laboratorien. Nach dem Krieg kehrte er zur Columbia University zurück, nebenbei arbeitete er am Brookhaven National Laboratory. Zudem gehörte er zu den Organisatoren der Gründung des CERN. Er war wissenschaftlicher Berater des amerikanischen Präsidenten Harry S. Truman. 1964 erhielt er an der Columbia University den Titel eines University Professors. 1967 wurde er emeritiert, hielt aber weiterhin Vorlesungen. Rabi veröffentlichte verschiedene Arbeiten in der Zeitschrift The Physical Review, deren Mitherausgeber er zeitweilig war.
Rabi erhielt den Physik-Nobelpreis 1944 für die Entwicklung der Resonanzmethode zur Untersuchung von magnetischen Eigenschaften des Atomkerns, an der er seit 1930 gearbeitet hatte.
Rabi erhielt Ehrendoktortitel von mehreren renommierten Universitäten (u. a. Princeton, Harvard, Birmingham) und war Mitglied mehrerer Akademien. Von 1946 bis 1956 gehörte er dem Beirat der Atomic Energy Commission an, ab 1952 war er in der Nachfolge von J. Robert Oppenheimer dessen Vorsitzender. Er gehörte als Fellow der American Physical Society an, 1950 war er deren Präsident. Darüber hinaus war er Mitglied der National Academy of Sciences, der American Philosophical Society und der American Academy of Arts and Sciences. Als auswärtiges Mitglied gehörte er der Japanischen und der Brasilianischen Akademie der Wissenschaften an. Er saß im Beirat der Arms Control and Disarmament Agency und war Mitglied der amerikanischen Kommission der UNESCO. Er war amerikanischer Delegierter bei der International Conference on Peaceful Uses of Atomic Energy 1955 in Genf und Vizepräsident der ersten drei Konferenzen. Weiterhin gehörte er auch dem wissenschaftlichen Beirat (Scientific Advisory Committee, SAC) der Internationalen Atomenergieorganisation (IAEO) und dem wissenschaftlichen Beirat des UN-Generalsekretärs an. 1959 wurde er in das Direktorium des Weizmann-Institutes in Rehovot, Israel, aufgenommen.
1939 erhielt er den Preis der American Association for the Advancement of Science, 1942 die Elliott Cresson Medal des Franklin Institute. 1948 erhielt er als höchste zivile amerikanische Auszeichnung die Presidential Medal for Merit, darüber hinaus auch die King's Medal for Service in the Cause of Freedom, er wurde als Offizier in die Ehrenlegion aufgenommen. 1960 wurde ihm die Barnard-Medaille verliehen. Am 14. November 1967 wurde er zusammen mit Wilfrid Bennett Lewis und Bertrand L. Goldschmidt mit dem Atoms for Peace Award ausgezeichnet. Ihm zu Ehren sind der I. I. Rabi Award (den er als erster 1983 erhielt) und der I. I. Rabi Prize benannt.
Nach ihm ist die Oszillation von quantenmechanischen Zweiniveausystemen benannt, die Rabi-Oszillation.
Isidor Isaac Rabi heiratete 1926 Helen Newmark, das Paar hatte zwei Töchter.

## Zitate
- „The world would be better without an Edward Teller.“ („Die Welt wäre besser ohne jemanden wie Edward Teller.“)
- „Who ordered that?“ – Wer hat das bestellt? (bei Entdeckung des Myons)

## Mitgliedschaft
1931 wurde Rabi Fellow der American Physical Society. Seit 1940 war er Mitglied der National Academy of Sciences. 1941 wurde er in die American Academy of Arts and Sciences gewählt.

## Werke
- Isidor Isaac Rabi: My life and times as a physicist. Claremont College, 1960 (englisch).
- Isidor Isaac Rabi: Science: The Center of Culture. World Publishing Co., New York 1970 (englisch).
- Isidor Isaac Rabi, Robert Server, Victor F. Weisskopf, Abraham Pais, Glenn T. Seaborg: Oppenheimer: The Story of One of the Most Remarkable Personalities of the 20th Century. Scribner’s, New York 1969 (englisch).